# ペドロ・カンパーニャ
ペドロ・カンパーニャ（Pedro Campaña または Pedro de Campaña、1503年 – 1586年）はフランドル出身で16世紀にスペイン、イタリアで活動した画家である。フランドルでの名はピーテル・デ・ケンペネル(Pieter de Kempeneer) である。ペーター・ファン・デ・フェルデ(Peter van de Velde)の名でも知られる。

## 略歴
ブリュッセルの画家、タペストリ職人の家の出身である。ブリュッセルでベルナールト・ファン・オルレイ(ｃ.1490-1541)に学んだ後、イタリアに移り、ラファエロ(1483-1520)の作品を学び、その信奉者になった。16世紀末の美術史家フランシスコ・パチェーコの著書によれば1530年にはボローニャに神聖ローマ皇帝カール5世を迎える凱旋門の仕事をしたとされる。ヴェネツィアの貴族、マリノ・グリマーニ（Marino Grimani）の勧めでスペインに移り、1537年から1561年の間、セビリアで活動した記録があり、セビリアで結婚した。1563年から1565年ころに故郷のブリュッセルに戻った。
セビリアではセビリアの教会のために描き、現在フランスのモンペリエのファーブル美術館に収蔵されている「十字架降架」(1537年/1538年）などが代表作とされる。ブリュッセルに戻った後はタペストリーの工房でデザイナーとして働いた。

## 作品

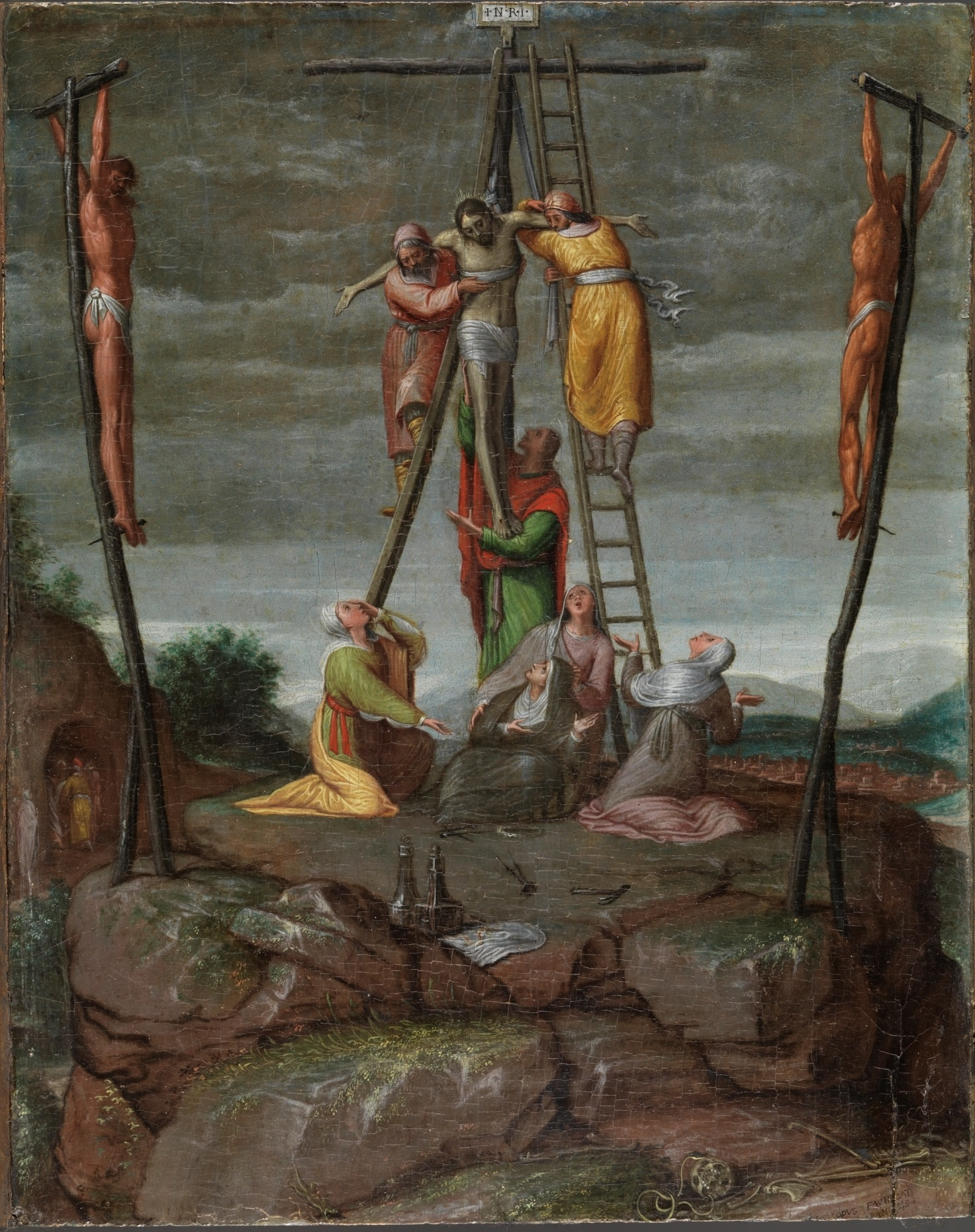
「十字架降架」プラド美術館蔵
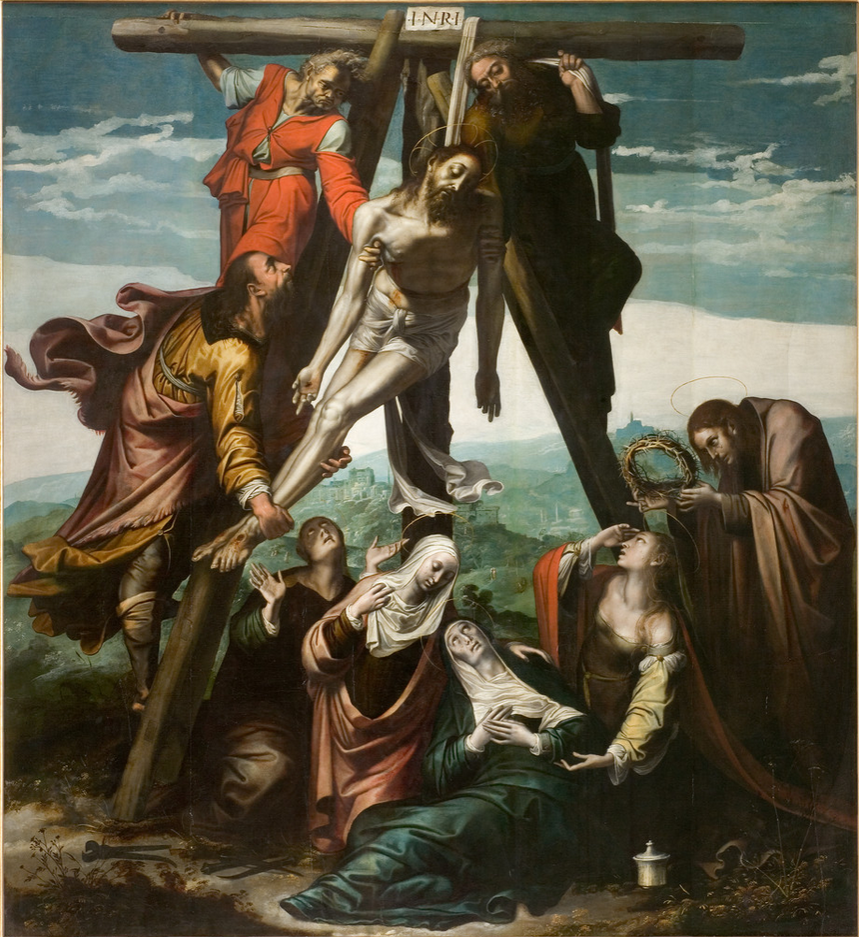
「十字架降架」ファーブル美術館蔵
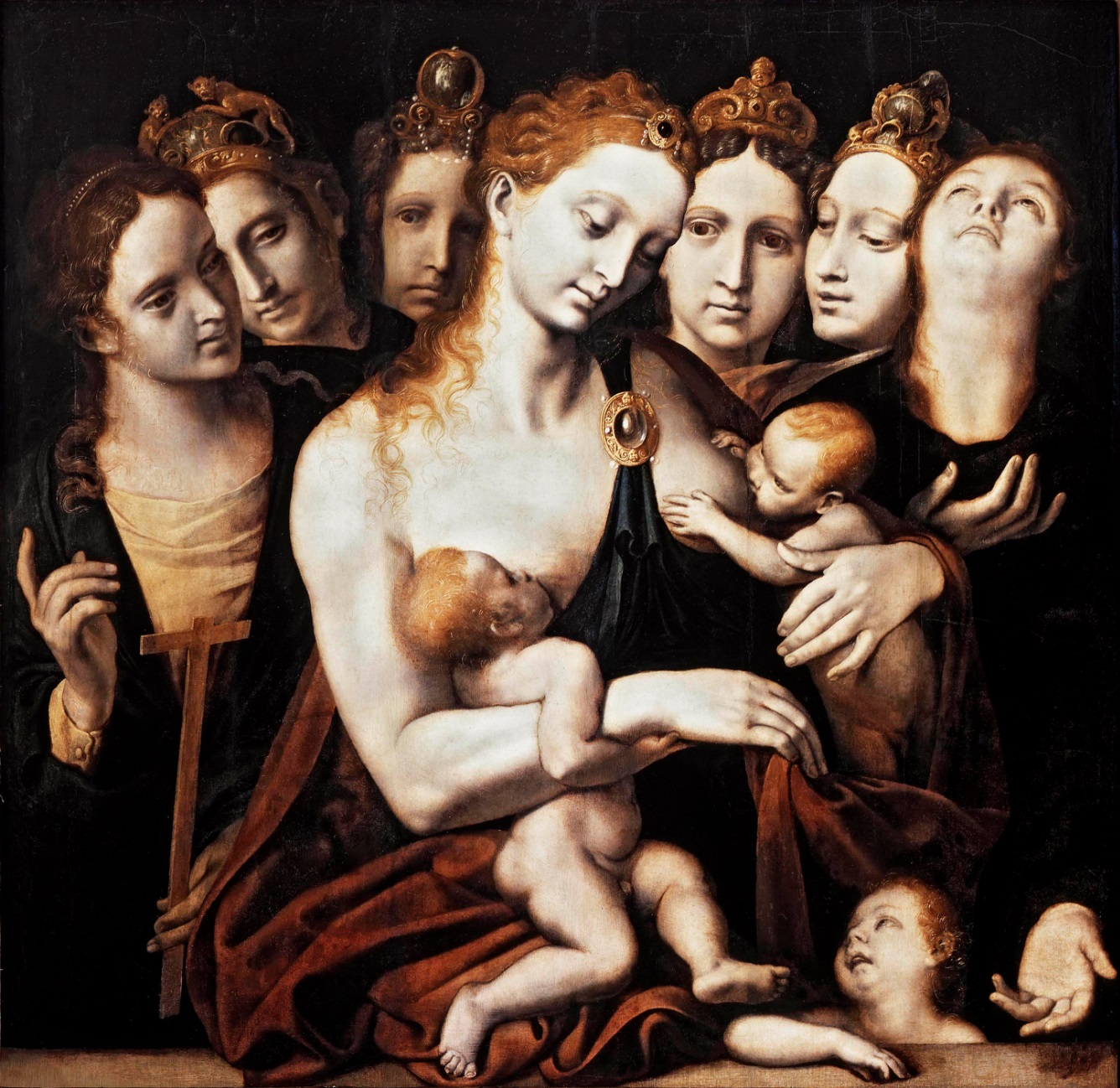
７つの美徳、メキシコ国立サンカルロス美術館蔵